# Ларионов, Олег Никифорович
Олег Никифорович Ларионов (родился 2 декабря 1955) — советский и казахский деятель спецслужб, генерал-майор Комитета национальной безопасности Республики Казахстан, командир спецподразделения «Арыстан» при КНБ РК в 1997—2001 годах.

## Биография
Родился 2 декабря 1955 года в Усть-Каменогорске. С 1981 года — сотрудник КГБ СССР, проходил службу на оперативных и руководящих должностях в центральном аппарате и территориальных органах КГБ СССР и КНБ Республики Казахстан. Служил в Службе охраны Президента Республики Казахстан и спецподразделении «Арыстан».
В 1997—2001 годах — командир спецподразделения «Арыстан» при Комитете национальной безопасности Республики Казахстан. Прошёл путь от лейтенанта до генерал-майора. Позже выехал на ПМЖ в Российскую Федерацию.
Награждён 14 медалями СССР и Казахстана, грамотой Президента Республики Казахстан и нагрудными знаками. Имеет звание «Почётный сотрудник Комитета национальной безопасности Республики Казахстан».